# Rivière de Blanc-Sablon
Pour les articles homonymes, voir Blanc-Sablon (homonymie).
La rivière de Blanc-Sablon coule dans la municipalité de Blanc-Sablon, dans la municipalité régionale de comté (MRC) Le Golfe-du-Saint-Laurent, dans la région administrative de la Côte-Nord, au Québec, au Canada.

## Géographie
Plusieurs plans d'eau situés au Québec, presque à la limite du Labrador, approvisionnent la tête de la rivière de Blanc-Sablon, notamment les lacs Goose, New Cabin et Étang Old Cabin. La rivière coule vers le sud en traversant le « Lac à la Truite », soit le plus important plan d'eau de son bassin hydrographique. La décharge du « Petit lac à Bouleaux » est le principal tributaire du « Lac à la Truite » dont l'embouchure est située au sud. Puis la rivière de Blanc-Sablon continue son parcours vers le sud, en recueillant les eaux du « Lac à Bouleaux ». Finalement, la rivière se déverse du côté ouest du village de Blanc-Sablon, dans la Baie de Blanc-Sablon.

## Toponymie
Le toponyme « rivière de Blanc-Sablon » a été officialisé le 5 décembre 1968 à la Banque des noms de lieux de la Commission de toponymie du Québec.